# أرماديلو (رواية)
أرماديلو  (بالإنجليزية: Armadillo)‏ هي رواية للكاتب البريطاني ويليام بويد، نشرت عام 1998، عن دار نشر هاميش هاملتون في المملكة المتحدة وكنوبف في الولايات المتحدة.